# Crazy Hair
Crazy Hair è un libro per ragazzi di Neil Gaiman con illustrazioni di Dave McKean, pubblicato nel 2009 da HarperCollins negli USA e da Bloomsbury Publishing nel Regno Unito.

## Edizioni italiane
Le ristampe italiane del graphic novel includono le seguenti edizioni:
- Crazy Hair. Capelli pazzi, BAO Publishing, 2010, cartonato, 48 pagine a colori, ISBN 88-6543-003-6 [1][2][3][4]

## Trama
Bonnie incontra un uomo dai capelli decisamente stravaganti e, trovandolo buffo, comincia a riderne. L'uomo però comincia a raccontarle di tutte le meraviglie che succedono all'interno dei suoi capelli e Bonnie capisce che, forse, quella testa affollata e creativa non è un brutto posto dove vivere.